# 장흥 반계사 유물일괄
장흥 반계사 유물일괄(長興 盤谿祠 遺物一括)은 대한민국 전라남도 장흥군 장동면 반산리, 반계사에 모셔진 조선 선조 때의 정경달(1542∼1602)과 관련된 자료들이다. 1988년 12월 21일 전라남도의 유형문화재 제164호로 지정되었다.

## 개요
반계사에 모셔진 조선 선조 때의 정경달(1542∼1602)과 관련된 자료들이다.
반계사는 숙종 40년(1714)에 영광 정씨 문중이 중심이 되어 건립한 것으로,영광 정씨의 정인걸, 정경달, 정명설, 정남일 네 사람과 임진왜란과 정유재란 때 큰 공을 세운 이순신, 임영립을 모시고 제사를 지내는 건물이다. 고종 5년(1868) 훼손 되었던 것을 1957년 지금의 자리에 강당을 새로 짓고, 1959년에 탑을 세워 사우로서의 기능을 대신케 하였다.
유물과 유품들을 살펴보면 다음과 같다.
반곡의『난중일기』는 정경달이 임진왜란 초에 참전했던 일기와 명군접반사로 재직할 당시의 일기로, 제 2의 '난중일기'로 평가되고 있다. 필사본『반곡일기』하권 1책과『반곡년기』1책이 여기에 해당한다. 본래 정경달의『난중일기』는 2책이었으나 선조 31년(1598)부터 1602년까지의 내용만이 현재 남아있다. 이를 순조 15년(1815) 정약용이『반곡집』에 수록하였다.
진법은 옛 책의 필사본으로 채색된 진법도가 함께 들어 있다. 군영, 군률, 진법이 그림으로 수록되어 있어 임진왜란 당시의 조선군의 전략, 전술을 살피는데 도움이 된다.
광군공신계회도는 구전으로 궁궐도라 불려져 왔던 계회도인데 비단 바탕에 채색하였으며, 상태가 심하게 훼손되었다. 이 공신계회도는 선조 24년(1591)의 것으로 윗쪽 반면에 어전 건물 및 참여 인물도가 있고 하단에는 공신 14명의 명단이 수록되어 있다.
흉배는 2매로 정경달의 관복유품이며, 학배이다.
공신녹권은 공이 있는 신하에게 나라에서 공신으로 임명하여 내리는 인정서로, 「광국원종공신록권」은 1591년에 발행된 것으로 1책이며, 「선무원종공신록권」은 1603년에 발행되었으며, 1책이다.
그 외에 1760년의 「호남갑자막의록」과 「불갑사간」1책, 교지 등 다수의 고문서 자료가 있다.

## 같이 보기
- 정경달

## 참고 문헌
- 반계사유물일괄 - 국가유산청 국가유산포털